# Miconia xenotricha
Miconia xenotricha är en tvåhjärtbladig växtart som beskrevs av Ignatz Urban och Erik Leonard Ekman. Miconia xenotricha ingår i släktet Miconia och familjen Melastomataceae. Inga underarter finns listade i Catalogue of Life.